# Attilio Lolini
Attilio Sigismondo Lolini (Radicondoli, 9 maggio 1937 – San Rocco a Pilli, 22 giugno 2017) è stato un poeta e giornalista italiano.

## Biografia
Nato a Radicondoli, risiedeva a San Rocco a Pilli. Ha scritto per "l'Unità" e per "il manifesto" e ha promosso poesia attraverso i Quaderni di Barbablù. Ha collaborato a diverse riviste di poesia ("Oceano Atlantico" di Tommaso Di Francesco; "Il gallo silvestre" di Antonio Prete; "Poesia" di Nicola Crocetti ecc.) oltre che con interventi e pamphlet, e ha pubblicato raccolte presso L'Obliquo di Brescia, Barbablù di Siena ed Einaudi di Torino. Ha anche scritto libretti d'opera per la musica di Ruggero Lolini.

## Opere

### Poesia
- Negativo parziale, Firenze: Salvo imprevisti, 1974

- Notizie dalla necropoli, Firenze: Salvo imprevisti, 1976; poi Diacritica Edizioni, 2020

- I resti di Salomè, Bergamo: El bagatt, 1983
- Morte sospesa, Bologna: Il lavoro editoriale, 1987 ISBN 88-7663-090-2
- Arie di sortita (1984-1987), introduzione di Gianni D'Elia, Salerno: Ripostes, 1989
- Imitazione, prefazione di Antonio Prete, Brescia: L'Obliquo, 1989
- Zombi-suite, Brescia: L'Obliquo, 2002
- Notizie dalla necropoli (1974-2004), Torino: Einaudi (collezione di poesia n. 335), 2005 ISBN 88-06-16841-X
- Carte da sandwich, Torino: Einaudi (collezione di poesia n. 410), 2013 ISBN 978-88-06-20582-9
- Bestiario gotico, Brescia: L'Obliquo, 2014 ISBN 978-88-98003-02-0

### Prose
- Belle lettere (con Sebastiano Vassalli), Torino: Einaudi, 1991 ISBN 88-06-12511-7
- Senza fissa dimora, prefazione di Sebastiano Vassalli, Ripatransone: Sestante, 1994 ISBN 88-86114-24-9

### Altro
- Libretti d'opera per Ruggero Lolini: Emily D., Adele o le rose, La terrazza, Il viaggio, Siena: Quaderni di Barbablù, 1984
- Ecclesiaste: lettura, con prefazione di Franco Fortini, Siena: Barbablù, 1984; Brescia: L'Obliquo, 1993
- La città della muffa: corsivi "la voce del campo" 1995-1998, Siena: Mapi, 2004
- Edizioni l'Obliquo: vent'anni di libri: aprile 1986-aprile 2006, presentazione di Elena Pontiggia, testi di Vanni Scheiwiller, Vincenzo Consolo e Attilio Lolini, Brescia: L'Obliquo, 2006 ISBN 88-88845-33-X

Introduzioni
- Introduzione a Émile Zola, Il denaro, Roma: Newton Compton, 1996
- Introduzione a Émile Zola, Nanà, Roma: Newton Compton, 1997

### Traduzioni
- Le voyage e il suo corpo: una (impossibile?) traduzione, Bergamo: Il bagatto, 1980 (con la poesia di Charles Baudelaire)
- Edmond Jabès, Canzoni per il pasto dell'orco, Siena: Barbablù, 1985; Lecce: Manni, 2004 (con Antonio Prete)
- Edmond Jabès, Pages nouvelles, con una nota di Ginevra Bompiani, Siena: Taccuini di Barbablù, 1990